# Ноћ увек долази
Ноћ увек долази (енгл. Night Always Comes) амерички је филмски трилер из 2025. Режију потписује Бенџамин Карон, по сценарију Саре Конрад. Темељи се на истоименом роману из 2021. који је написао Вили Влаутин. Глумачку поставу предводи Ванеса Кирби.
Филм је 15. августа 2025. приказао Netflix.

## Радња
Жена која се суочава са деложирањем у граду где њена породица више не може да приушти дом, упушта се у очајничку и све опаснију ноћну потрагу за 25.000 долара.

## Улоге
| Глумац            | Улога   |
| ----------------- | ------- |
| Ванеса Кирби      | Линет   |
| Џенифер Џејсон Ли | Дорин   |
| Зак Готсаген      | Кени    |
| Стивен Џејмс      | Коди    |
| Рандал Парк       | Скот    |
| Џулија Фокс       | Глорија |
| Мајкл Кели        | Томи    |
| Илај Рот          | Блејк   |